# Falcon 9 B1021

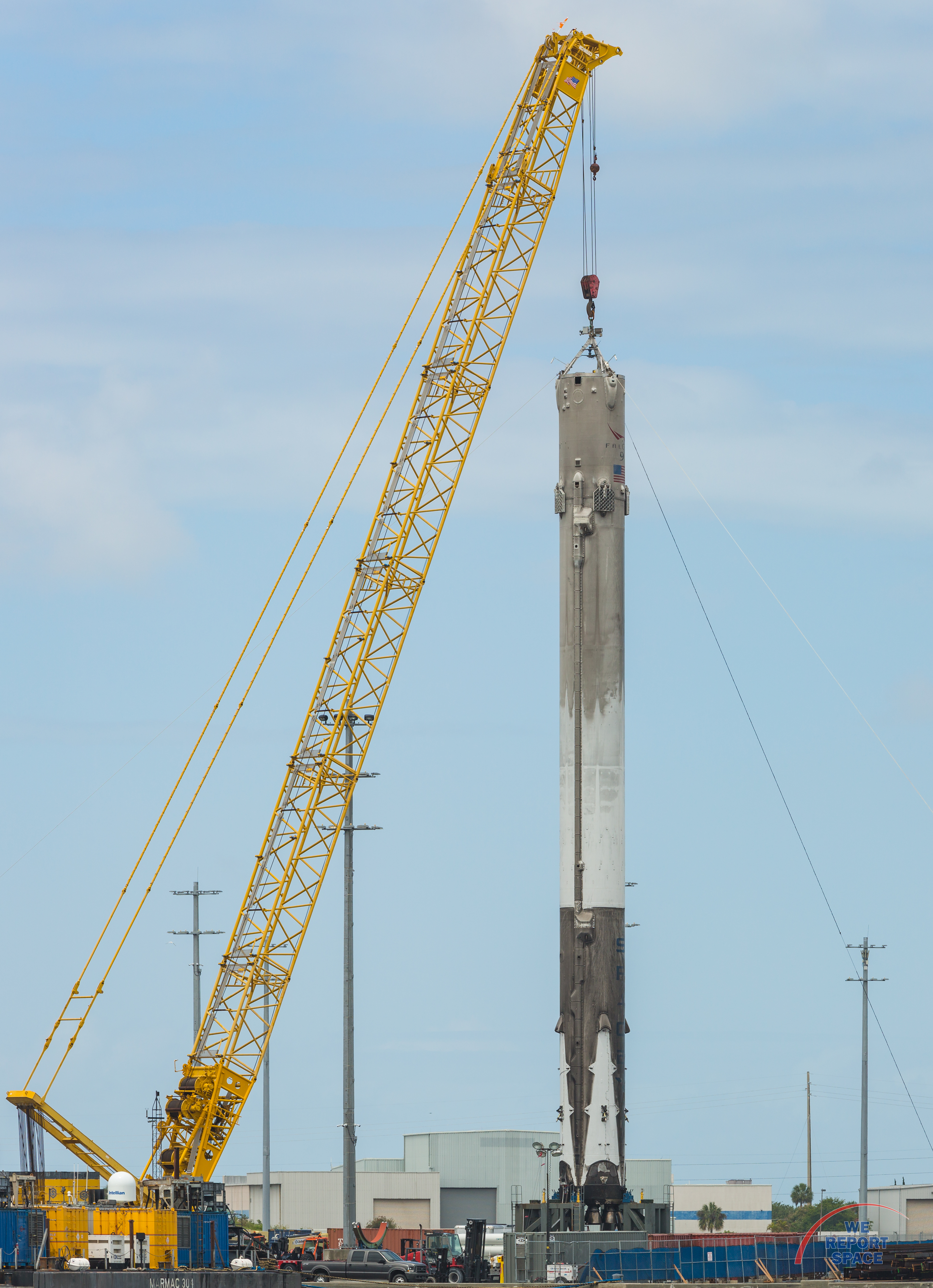
B1021 transféré de la barge de récupération autonome à Port Canaveral après la mission CRS-8.

Falcon 9 booster B1021 est un étage de fusée principal réutilisable du lanceur orbital Falcon 9 de SpaceX,. B1021 est devenu la première fusée à atterrir verticalement sur un navire en mer et le premier étage principal de fusée orbitale à avoir été réutilisé.

## Histoire

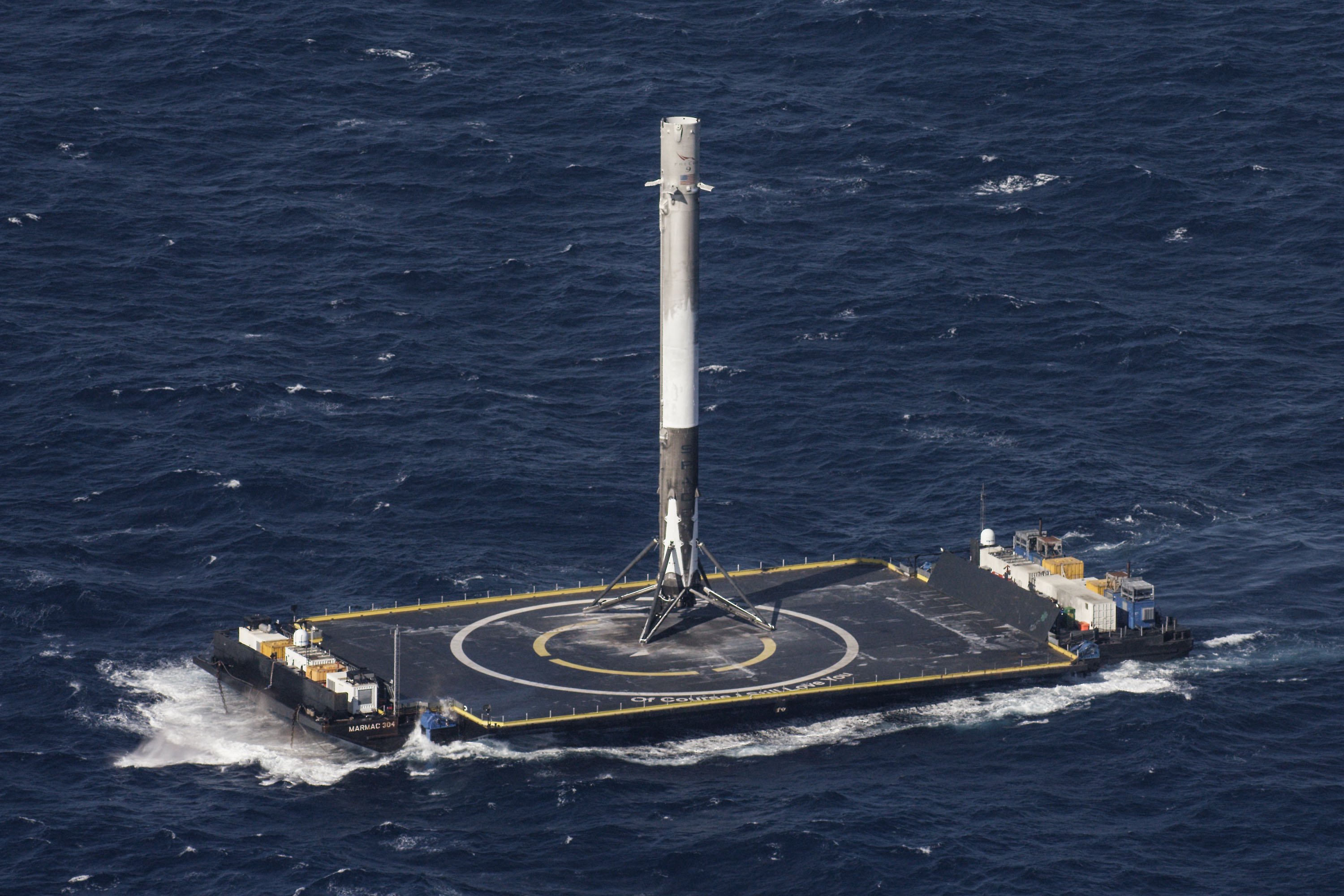
B1021 à bord de la barge de récupération autonome Of Course I Still Love You après son atterrissage à la fin de la mission CRS-8 en 2016

B1021 a été lancé la première fois le 8 avril 2016 lors du vol 23 de Falcon 9, qui transportait un vaisseau Dragon pour la mission CRS-8 vers la Station spatiale internationale et a atterri verticalement sur une barge de récupération autonome (ASDS). Après sa récupération, des inspections et une remise à neuf, il a été relancé le 30 mars 2017 pour la mission SES-10 (vol 32 de Falcon 9) et a été récupéré avec succès une seconde fois. Cet événement marque une étape importante du programme de SpaceX de développement de fusées réutilisables pour réduire les coûts de lancement,,,,,. Après le deuxième vol, SpaceX a annoncé son intention de ne plus réutiliser cet étage et de le donner à la base de lancement de Cap Canaveral pour qu'il soit exposé au public,.
| Vol | Date de lancement (UTC) | Mission | Charge utile | Décollage | Atterrissage | Lieu d'atterrissage               | Notes                                                              |
| --- | ----------------------- | ------- | ------------ | --------- | ------------ | --------------------------------- | ------------------------------------------------------------------ |
| 1   | 8 avril 2016            | 23      | CRS-8        |           |              | Of Course I Still Love You (ASDS) | Première fusée ayant atterri sur une barge de récupération en mer, |
| 2   | 30 mars 2017            | 32      | SES-10 (en)  |           |              | Of Course I Still Love You (ASDS) | Première réutilisation d'un étage principal de fusée orbitale,     |